# 科蒂多區
科蒂多區是非洲中部國家烏干達的111個區之一，由北部區負責管轄，首府是科蒂多，距離莫羅托約100公里，主要的經濟產業有遊牧業和農業，2010年人口估計為203,900。

## 外部連結
- Kotido District Information Portal
- 2009 Kotido District Population Map
- Overview of Kotido District[永久]

03°31′N 34°07′E / 3.517°N 34.117°E